# Пащенко Олег Володимирович
Оле́г Володи́мирович Па́щенко (* 1981) — полковник Збройних сил України, 79-та окрема аеромобільна бригада, учасник російсько-української війни.
Брав участь у боях за Гранітне, Широкине, Мар'їнку та Дебальцеве.

## Нагороди
За особисту мужність і героїзм, виявлені у захисті державного суверенітету та територіальної цілісності України, вірність військовій присязі під час російсько-української війни
- орденом Богдана Хмельницького III ступеня (10.6.2015).